# Would You?
Would You? är en musiksingel från den belgiska sångerskan Laura Van den Bruel (Iris) och som var Belgiens bidrag i Eurovision Song Contest 2012 i Baku i Azerbajdzjan. Det är den andra singeln från Iris debutalbum Seventeen. Låten är skriven av Nina Sampermans, Jean Bosco Safari och Walter Mannaerts. Singeln släpptes den 18 mars 2012. Den debuterade på plats 34 på den belgiska singellistan den 7 april 2012. Veckan därpå klättrade låten till plats 19 men har inte nått en högre placering sedan dess.

## Eurovision
Den 17 mars 2012 valdes låten ut i ett TV-program där Iris framförde två olika låtar som båda två kunde bli Belgiens bidrag. Den andra låten som Iris kunde fått framföra i Baku var "Safety Net". Efter en omröstning vann "Would You?" över "Safety Net" men endast med 53% av rösterna mot 47% av rösterna. Iris framförde låten i den första semifinalen den 22 maj. Bidragets startnummer var 8. Det tog sig dock inte vidare till finalen.

## Versioner
1. "Would You?" – 3:00[8]
2. "Would You?" (karaokeversion) – 3:00[9]

## Listplaceringar
| Lista (2012) | Topplacering |
| ------------ | ------------ |
| Belgien      | 19           |